# Teträdolja
| Flaska med teträdolja |  | Terpinen-4-ol |
| Flaska med teträdolja |  | Terpinen-4-ol |

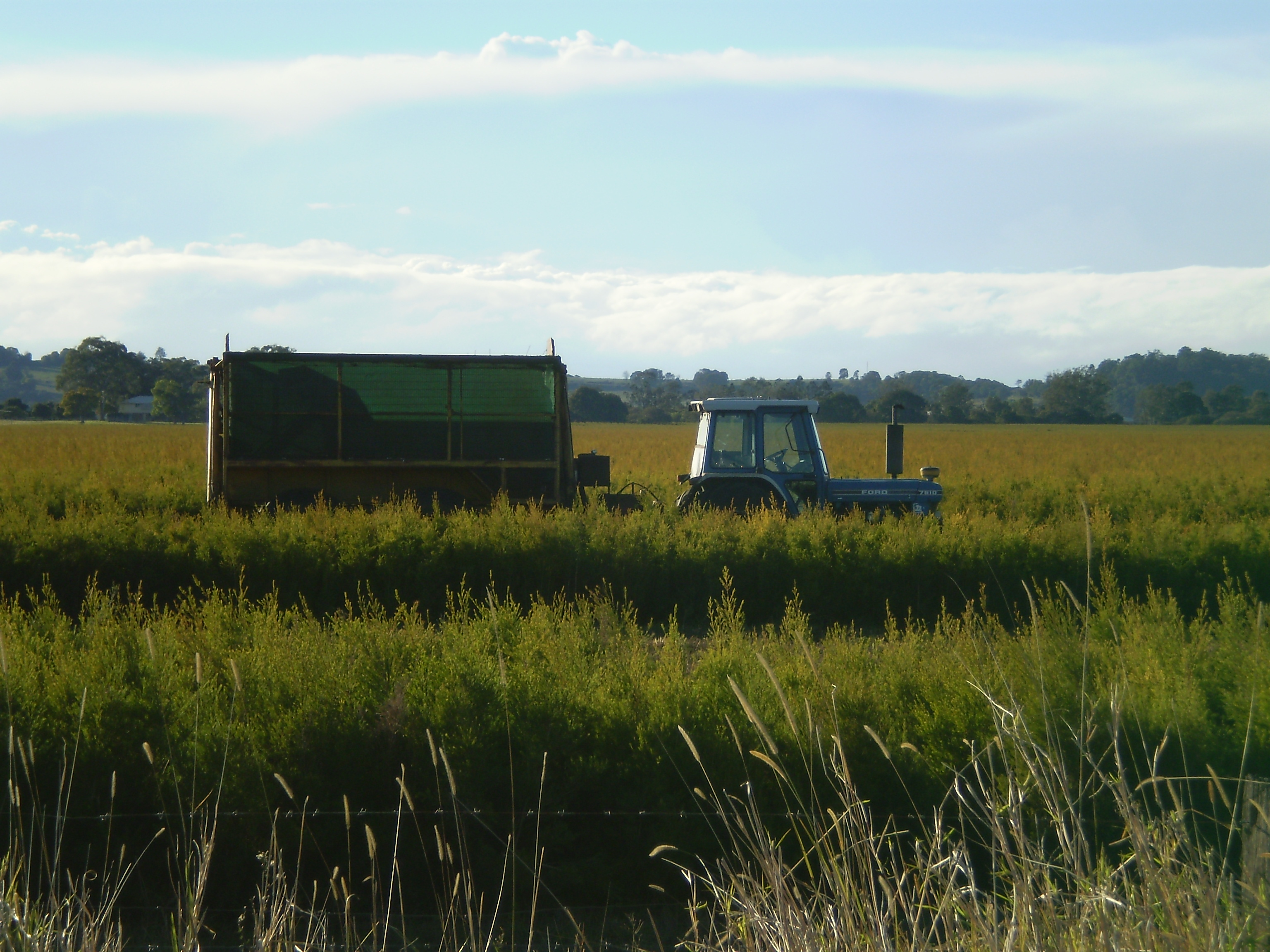
Tea tree plantage

Teträdolja  (engelska: Tea tree oil) är en nästan färglös eterisk olja som bland annat produceras i Australien. Den utvinns genom ångdestillation av löv och grenar från det australiska växtarten Melaleuca alternifolia – teoljebuske. Den aktiva beståndsdelen i oljan är terpenen terpinen-4-ol.

## Användning
Ursprungsbefolkningen i östra Australien använder teoljebusken som en medicinalväxt. De andas in oljorna från de krossade bladen för att behandla hosta och förkylningar. De strör också blad på sår och i grötomslag. 
Det oextraherade växtmaterialet har använts länge, och de europeiska kolonisatörerna använde ibland bladen till te. Användning av själva oljan blev dock inte vanlig förrän forskaren Arthur Penfold på 1920-talet publicerat de första rapporterna om dess antimikrobiella verkan i en rad artiklar. 
Bland de över 98 kemiska föreningarna som finns i oljan är det terpinen-4-ol som anses vara det mest verksamma ämnet.
Vanlig användning är mot lindrig akne, mot lindrig fotsvamp och okomplicerade insektsbett.

## Toxicitet
En genomgång från 2006 drog slutsatsen att de flesta människor kan använda utspädd teträdolja utan negativa effekter (förutsatt att man undviker att teträdoljan oxideras) Teträdolja är giftig om den tas oralt
Teträdolja är en kommersiellt renad blandning av flera naturligt förekommande kemiska ämnen och är farlig om den används fel. Tillgänglig litteratur tyder på att utspädd teträdolja kan användas på huden utan negativa effekter. I höga koncentrationer kan teträdoljan dock orsaka problem, bland annat hudirritationer, allergiska kontakteksem, allmänna kontakteksem, erythema multiforme-liknande reaktioner och övverkänslighetsreaktioner .
Teträdolja är giftigt om man sväljer det. Enligt amerikanska cancersällskapet  (American Cancer Society), har intag av teträdolja setts orsaka trötthet, förvirring, hallucinationer, koma, yrsel, svaghetsanfall, kräkningar, diarré, magont, förändringar i blodcellerna och allvarliga rodnader. Det bör förvaras säkert för barn och djur. Teträdolja bör inte användas i eller runt munnen.  Åtminstone ett fall av förgiftning hos barn har rapporterats i den medicinska litteraturen.
Om teträdsolja utsätts för luft och ljus blir en del av de ingående ämnena oxiderade. Oxiderad teträdolja skall inte användas. En del människor får kontakteksem vid hudkontakt med teträdolja. Allergiska reaktioner beror möjligen på kontakt med de oxiderade ämnena i teträdoljan, vilka bildas vid kontakt med luft och/eller ljus.
In vitro tester av teträdolja visar också att den har beståndsdelar med milt östrogenisk verkan, vilket är speciellt oroande vid användning hos barn, även om inga test visat att dessa ämnen kan tränga igenom huden och en vetenskaplig kommitté från EU därför anser att en östrogen-effekt är osannolik
Hos katter och hundar har dödsfall orsakade av teträdolja rapporterats, liksom fall av övergående förgiftning (2-3 dagar långa) med nedstämdhet, svaghet, koordinationssvårigheter och muskelkramper efter att terädolja använts i högre koncentrationer på huden. Hos råttor är LD50 1.9–2.4 ml/kg.

## Produktion
Teoljebusken är en ursprungligen australisk växtart. Odlingar av busken förekommer numera i många andra länder, och det är inte bara Australien som står för dagens produktion av tea tree-oljan. Bland annat lär Kina står för 10 procent av världsproduktionen (2013).

## Andra namn

### På svenska
På svenska har oljan gått under en mängd olika namn. Här är ett urval varianter:
- tea tree-essens
- tea treeolja
- eterisk olja av tea tree
- teträolja
- melaleuca-olja

### På engelska
På engelska har bland annat följande benämningar använts för oljan:
- Tea tree oil
- essential oil of tea tree
- Australian tea tree oil
- ti tree oil
- Ti-trol
- Melasol
- narrow-leaved paperbark tea tree oil
- melaleuca oil